# チケットぴあ
チケットぴあは、書籍・雑誌出版社、サービス業のぴあ株式会社が運営するプレイガイドの大手ブランドである。

## 歴史
チケットぴあのサービスが開始する前、スポーツ・映画・演劇・音楽コンサートなどの各種イベントの入場券は、興行主やプロモーターが事前に印刷されたものを既存のプレイガイドに預ける方式で販売されていた。ある公演のチケットがあるプレイガイドで売り切れた場合、購入希望者はチケットの在庫がある他のプレイガイドを探す必要があった。この無駄をなくすため企画されたのが、日本初のコンピュータオンラインネットワークによるチケット販売サービスであるチケットぴあであった。
日本電信電話公社の協力を得て、1983年10月劇団四季の公演『ミュージカル・CATS』でチケットぴあのサービスはプレスタートした。ぴあ株式会社が正式にチケットぴあのサービスを開始したのはに1984年4月である。同社が東京都など首都圏で発行しているタウン情報誌『ぴあ』（のちに「ススめる!ぴあ・首都圏版」。現在休刊）と連動するかたちでチケットを販売した。販売方法は電話予約と首都圏各地のチケットぴあ店舗（ぴあステーション・チケットぴあスポット）での対面販売の二つであり、先着順に指定席を販売するシステムであった。チケットぴあのサービス開始と同時に購入者に優待特典などをつけた会員制度「ぴあカード」（現在は「ぴあプレミアム会員」）も開始した。
その後タウン情報誌『ぴあ』が全国展開するに連れて、チケット発売事業も全国に順次拡大するようになった。1986年4月関西地区で、1988年9月中部地区で、1990年3月九州地区でサービスを開始した。1993年にはプッシュホン電話回線を使ったオンラインチケット予約システム「Pコード」を開発。よりスムーズなチケット購入が出来るようになった。今日ではインターネットを利用したオンライン予約（「電子チケットぴあ」）や、コンビニエンスストア（ファミリーマート、サークルKサンクス、セブン-イレブン）との提携、更には携帯電話やスマートフォンを使った電子チケット事業も行うなど、マルチメディアとチケットの融合性を目指した取組みも進めている。
2007年から2008年の年末年始の期間中、電子チケットぴあのシステムを停止し、改修を行った。1月2日から稼動する予定であったが、不具合が発生したために復旧は1月5日となった。この不具合によりイベント主催者が利用を敬遠した結果、ぴあ株式会社の経営は大きな打撃を受け、2008年5月には従業員約300人中約100人の希望退職を募るリストラに追い込まれた。
2012年より「Jリーグオフィシャルチケッティングパートナー」となった。
2013年よりSCRAP主催の謎解きイベントリアル脱出ゲームの九州地区興行委託を地域子会社であるチケットぴあ九州株式会社が引き受けている。
2021年6月30日、店舗での販売がわずかになったことを理由に、チケットぴあ店舗の運営を終了した。

## 販売方法と販売場所
販売場所はインターネット販売のほか、セブン-イレブンなどぴあマークがついている店舗販売を行っている。なお、インターネット販売では毎週火・水曜未明にメンテナンスのため受付休止となっている。また、かつてはナビダイヤルによる電話予約サービスも行っていたが、2021年12月31日をもって終了となった。
なお、関東地方では一時期、丸井とフランチャイズ提携を結び、それまで「丸井チケット」として扱っていたプレイガイド事業を「丸井チケットぴあ」として展開していた時があった。

## 特色あるサービス

### チケットガード
2011年8月29日に、ぴあ株式会社は、ミレア・モンディアル株式会社の100%出資子会社であるチケットガード少額短期保険株式会社と提携し、未使用チケット費用補償保険「チケットガード」のサービスを2011年9月中旬に日本で初めて開始することを発表した（ぴあ株式会社は、チケットガード少額短期保険株式会社の少額短期保険代理店となる）。
チケットぴあで購入したイベントチケット購入者を対象として、チケットの額面に応じて保険料を支払うことにより、急用・急病・交通機関の影響など一定の事由でイベントを観覧できなかった際、未使用チケットに限りチケット代金が補償される（補償条件や金額は事由に応じて定められている。近畿地方2府4県以外で開催される一部を除くイベントが対象になる）。

## スポンサー番組
- 東海テレビ
  - Pluspo → ドラHOTプラス

※ドラゴンズHOTスタジオ末期（スーパーサタデーに内包）からスポンサードを行っており、流れるCMはぴあで扱っている中日主催試合のチケット販売案内である。
- 東海ラジオ
  - 東海ラジオ ガッツナイタースペシャル土曜日